# Élections cantonales de 1992 dans l'Essonne
Les élections cantonales de 1992 dans l’Essonne se déroulent les dimanches 22 et 29 mars 1992. Elles avaient pour but d’élire la moitié des conseillers généraux du département français de l’Essonne qui siégeaient au conseil général de l'Essonne pour un mandat de six années.

## Contexte départemental

### Assemblée départementale sortante

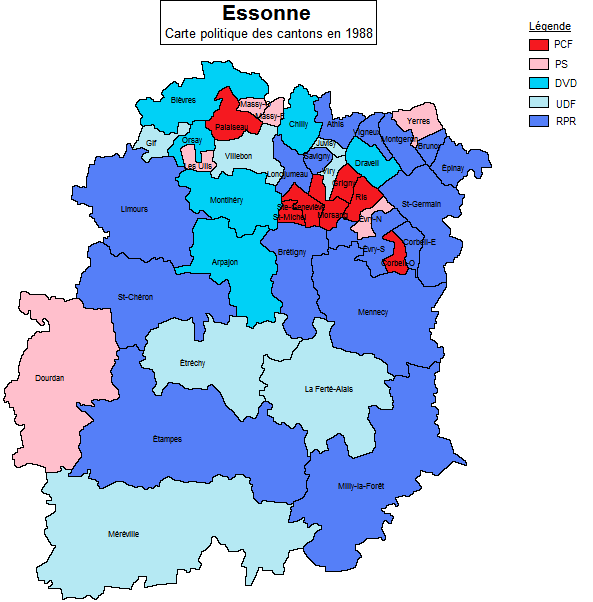
Répartition géographique et politique des conseillers généraux de l’Essonne en 1988.

Avant les élections, le conseil général de l'Essonne était présidé par le RPR Xavier Dugoin. L’assemblée départementale comptait quarante-deux conseillers généraux issus des quarante-deux cantons de l’Essonne. Vingt-et-un d’entre eux étaient renouvelables lors de ces élections et un fut ajouté à la suite de la démission du conseiller général dans le canton de La Ferté-Alais.
| Parti                              | Sigle | Élus |
| ---------------------------------- | ----- | ---- |
| Majorité (29 sièges)               |       |      |
| Rassemblement pour la République   | RPR   | 16   |
| Union pour la démocratie française | UDF   | 7    |
| Divers droite                      | DVD   | 6    |
| Opposition (13 sièges)             |       |      |
| Parti communiste français          | PCF   | 7    |
| Parti socialiste                   | PS    | 6    |
| Président du conseil général       |       |      |
| Xavier Dugoin (RPR)                |       |      |

## Résultats à l’échelle du département

### Répartition politique des résultats
Répartition départementale des résultats (2e tour).
- RPR (26,19 %)
- DVD (17,42 %)
- UDF (9,33 %)
- DVG (3,45 %)
- GE (0,77 %)
- VEC (2,93 %)
- PS (25,74 %)
- PCF (11,25 %)
- FN (2,93 %)

| Étiquette      | Étiquette                          | Premier tour | Premier tour | Second tour | Second tour | Sièges |
| Étiquette      | Étiquette                          | Voix         | %            | Voix        | %           | Sièges |
| -------------- | ---------------------------------- | ------------ | ------------ | ----------- | ----------- | ------ |
|                | Parti socialiste                   | 39 233       | 17,96        | 41 866      | 25,74       | 1      |
|                | Parti communiste français          | 25 630       | 11,73        | 18 293      | 11,25       | 3      |
|                | Divers gauche                      | 6 627        | 3,03         | 5 604       | 3,45        | 1      |
|                | Extrême gauche                     | 4 055        | 1,86         |             |             |        |
|                | Mouvement des radicaux de gauche   | 999          | 0,46         |             |             |        |
| Gauche         | Gauche                             | 76 544       | 35,04        | 65 763      | 40,44       | 5      |
|                |                                    |              |              |             |             |        |
|                | Rassemblement pour la République   | 36 308       | 16,62        | 42 599      | 26,19       | 7      |
|                | Front national                     | 30 526       | 13,97        | 4 762       | 2,93        | 0      |
|                | Divers droite                      | 26 602       | 12,18        | 28 323      | 17,42       | 5      |
|                | Union pour la démocratie française | 15 613       | 7,15         | 15 168      | 9,33        | 5      |
| Droite         | Droite                             | 109 049      | 49,92        | 90 852      | 55,87       | 17     |
|                |                                    |              |              |             |             |        |
|                | Les Verts                          | 22 355       | 10,23        | 4 763       | 2,93        | 0      |
|                | Génération écologie                | 10 538       | 4,82         | 1 252       | 0,77        | 0      |
| Écologistes    | Écologistes                        | 32 893       | 15,05        | 6 015       | 3,70        | 0      |
|                |                                    |              |              |             |             |        |
| Inscrits       | Inscrits                           | 336 137      | 100,00       | 313 441     | 100,00      |        |
| Abstentions    | Abstentions                        | 109 323      | 32,52        | 138 504     | 44,19       |        |
| Votants        | Votants                            | 226 814      | 67,48        | 174 937     | 55,81       |        |
| Blancs et nuls | Blancs et nuls                     | 8 328        | 3,67         | 12 307      | 7,04        |        |
| Exprimés       | Exprimés                           | 218 486      | 96,33        | 162 630     | 92,96       |        |

### Résultats en nombre de sièges
| Groupes | Groupes                            | Sièges précédents | Nouveaux élus | Évolution       |
| ------- | ---------------------------------- | ----------------- | ------------- | --------------- |
|         | Communistes                        | 7                 | 6             | en diminution   |
|         | Divers droite                      | 6                 | 6             | en stagnation   |
|         | Divers gauche                      | 0                 | 1             | en augmentation |
|         | Parti socialiste                   | 6                 | 4             | en diminution   |
|         | Rassemblement pour la République   | 16                | 16            | en stagnation   |
|         | Union pour la démocratie française | 7                 | 9             | en augmentation |

### Assemblée départementale à l’issue des élections

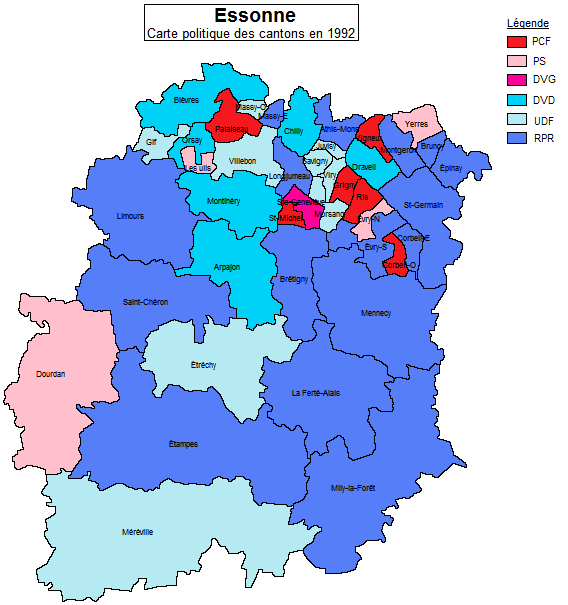
Répartition géographique et politique des conseillers généraux de l’Essonne en 1992.

Après les élections, le conseil général de l'Essonne était présidé par le républicain Xavier Dugoin, à la tête d’une majorité RPR stable, complétée d’un groupe UDF renforcé et d’un groupe divers droite stable, face à une opposition affaiblie composée d’élus du PCF et du PS, et d’un groupe divers gauche naissant.
| Parti                              | Sigle | Élus |
| ---------------------------------- | ----- | ---- |
| Majorité (31 sièges)               |       |      |
| Rassemblement pour la République   | RPR   | 16   |
| Union pour la démocratie française | UDF   | 9    |
| Divers droite                      | DVD   | 6    |
| Opposition (11 sièges)             |       |      |
| Parti communiste français          | PCF   | 6    |
| Parti socialiste                   | PS    | 4    |
| Divers gauche                      | DVG   | 1    |
| Président du conseil général       |       |      |
| Xavier Dugoin (RPR)                |       |      |

## Résultats par canton

### Canton d'Arpajon
- Conseiller général sortant dans le canton d'Arpajon : Guy Clausier-Demannoury (DVD)
- Conseiller général élu dans le canton d’Arpajon : Guy Clausier-Demannoury (DVD)

| Candidats      | Candidats               | Étiquette      | Premier tour | Premier tour | Second tour | Second tour |
| Candidats      | Candidats               | Étiquette      | Voix         | %            | Voix        | %           |
| -------------- | ----------------------- | -------------- | ------------ | ------------ | ----------- | ----------- |
|                | Guy Clausier-Demannoury | DVD            | 4 942        | 36,12        | 6 966       | 61,13       |
|                | Jean Saint-Étienne      | PCF            | 2 593        | 18,95        | 4 430       | 38,87       |
|                | M. Flint                | FN             | 2 032        | 14,85        |             |             |
|                | M. De Jonghe            | GEC            | 1 424        | 10,41        |             |             |
|                | Monique Goguelat        | PS             | 1 412        | 10,32        |             |             |
|                | M. Boudrant             | VEC            | 1 281        | 9,36         |             |             |
|                |                         |                |              |              |             |             |
| Inscrits       | Inscrits                | Inscrits       | 21 100       | 100,00       | 21 100      | 100,00      |
| Abstentions    | Abstentions             | Abstentions    | 6 860        | 32,51        | 8 542       | 40,48       |
| Votants        | Votants                 | Votants        | 14 240       | 67,49        | 12 558      | 59,52       |
| Blancs et nuls | Blancs et nuls          | Blancs et nuls | 556          | 3,90         | 1 162       | 9,25        |
| Exprimés       | Exprimés                | Exprimés       | 13 684       | 96,10        | 11 396      | 90,75       |

### Canton d'Athis-Mons
- Conseiller général sortant dans le canton d'Athis-Mons : René L’Helguen (RPR)
- Conseiller général élu dans le canton d’Athis-Mons : René L’Helguen (RPR)

| Candidats      | Candidats          | Étiquette      | Premier tour | Premier tour | Second tour | Second tour |
| Candidats      | Candidats          | Étiquette      | Voix         | %            | Voix        | %           |
| -------------- | ------------------ | -------------- | ------------ | ------------ | ----------- | ----------- |
|                | René L’Helguen     | RPR            | 3 046        | 22,87        | 6 189       | 56,88       |
|                | Pascal Noury       | PS             | 2 326        | 17,46        | 4 687       | 43,08       |
|                | Gaston Janckiewicz | DVD            | 2 163        | 16,24        | 4           | 0,04        |
|                | M. Caujolle        | FN             | 1 911        | 14,35        |             |             |
|                | M. Vedel           | VEC            | 1 201        | 9,02         |             |             |
|                | M. Gormezano       | PCF            | 1 184        | 8,89         |             |             |
|                | M. Gutman          | PRG            | 922          | 6,92         |             |             |
|                | Jacques Peyrat     | DVD            | 412          | 3,09         |             |             |
|                | Marie-Claire Roux  | DVD            | 156          | 1,17         |             |             |
|                |                    |                |              |              |             |             |
| Inscrits       | Inscrits           | Inscrits       | 20 463       | 100,00       | 20 463      | 100,00      |
| Abstentions    | Abstentions        | Abstentions    | 6 651        | 32,50        | 8 546       | 41,76       |
| Votants        | Votants            | Votants        | 13 812       | 67,50        | 11 917      | 58,24       |
| Blancs et nuls | Blancs et nuls     | Blancs et nuls | 491          | 3,55         | 1 037       | 8,70        |
| Exprimés       | Exprimés           | Exprimés       | 13 321       | 96,45        | 10 880      | 91,30       |

### Canton de Chilly-Mazarin
- Conseiller général sortant dans le canton de Chilly-Mazarin : Claude Bigot (DVD)
- Conseiller général élu dans le canton de Chilly-Mazarin : Claude Bigot (DVD)

| Candidats      | Candidats         | Étiquette      | Premier tour | Premier tour | Second tour | Second tour |
| Candidats      | Candidats         | Étiquette      | Voix         | %            | Voix        | %           |
| -------------- | ----------------- | -------------- | ------------ | ------------ | ----------- | ----------- |
|                | Gérard Funès      | PS             | 3 824        | 29,97        | 4 712       | 42,46       |
|                | Claude Bigot      | DVD            | 4 910        | 38,49        | 6 385       | 57,54       |
|                | Roger Douce       | FN             | 1 736        | 13,61        |             |             |
|                | M. Chevtchencko   | GEC            | 949          | 7,44         |             |             |
|                | M. Lemans         | VEC            | 731          | 5,73         |             |             |
|                | Jean-Pierre Paint | PCF            | 608          | 4,77         |             |             |
|                |                   |                |              |              |             |             |
| Inscrits       | Inscrits          | Inscrits       | 19 875       | 100,00       | 19 875      | 100,00      |
| Abstentions    | Abstentions       | Abstentions    | 6 780        | 34,11        | 8 211       | 41,31       |
| Votants        | Votants           | Votants        | 13 095       | 65,89        | 11 664      | 58,69       |
| Blancs et nuls | Blancs et nuls    | Blancs et nuls | 337          | 2,57         | 567         | 4,86        |
| Exprimés       | Exprimés          | Exprimés       | 12 758       | 97,43        | 11 097      | 95,14       |

### Canton de Corbeil-Essonnes-Ouest
- Conseiller général sortant dans le canton de Corbeil-Essonnes-Ouest : Roger Combrisson (PCF)
- Conseiller général élu dans le canton de Corbeil-Essonnes-Ouest : Marie-Anne Lesage (PCF)

| Candidats      | Candidats         | Étiquette      | Premier tour | Premier tour | Second tour | Second tour |
| Candidats      | Candidats         | Étiquette      | Voix         | %            | Voix        | %           |
| -------------- | ----------------- | -------------- | ------------ | ------------ | ----------- | ----------- |
|                | Jacques Lebigre   | RPR            | 1 901        | 27,44        | 2 653       | 42,66       |
|                | Marie-Anne Lesage | PCF            | 1 823        | 26,31        | 2 692       | 43,29       |
|                | Jacques Olivier   | FN             | 1 176        | 16,97        | 874         | 14,05       |
|                | Alain Ramey       | PS             | 988          | 14,26        |             |             |
|                | M. Vialle         | Verts          | 565          | 8,16         |             |             |
|                | Joël Roret        | GE             | 475          | 6,86         |             |             |
|                |                   |                |              |              |             |             |
| Inscrits       | Inscrits          | Inscrits       | 11 187       | 100,00       | 11 187      | 100,00      |
| Abstentions    | Abstentions       | Abstentions    | 3 998        | 35,74        | 4 635       | 41,43       |
| Votants        | Votants           | Votants        | 7 189        | 64,26        | 6 552       | 58,57       |
| Blancs et nuls | Blancs et nuls    | Blancs et nuls | 261          | 3,63         | 333         | 5,08        |
| Exprimés       | Exprimés          | Exprimés       | 6 928        | 96,37        | 6 219       | 94,92       |

### Canton de Dourdan
- Conseiller général sortant dans le canton de Dourdan : Yves Tavernier (PS)
- Conseiller général élu dans le canton de Dourdan : Yves Tavernier (PS)

| Candidats      | Candidats          | Étiquette      | Premier tour | Premier tour | Second tour | Second tour |
| Candidats      | Candidats          | Étiquette      | Voix         | %            | Voix        | %           |
| -------------- | ------------------ | -------------- | ------------ | ------------ | ----------- | ----------- |
|                | Yves Tavernier     | PS             | 2 373        | 37,55        | 3 044       | 50,57       |
|                | Dominique Écharoux | RPR            | 2 098        | 33,20        | 2 975       | 49,43       |
|                | M. Fritz           | FN             | 672          | 10,63        |             |             |
|                | M. Laxenaire       | Verts          | 522          | 8,26         |             |             |
|                | Pierre Ducoloner   | PCF            | 308          | 4,87         |             |             |
|                | Jean-Paul Delaune  | DVD            | 264          | 4,18         |             |             |
|                | M. Deschamps       | EXG            | 82           | 1,30         |             |             |
|                |                    |                |              |              |             |             |
| Inscrits       | Inscrits           | Inscrits       | 8 727        | 100,00       | 8 727       | 100,00      |
| Abstentions    | Abstentions        | Abstentions    | 2 109        | 24,17        | 2 385       | 27,33       |
| Votants        | Votants            | Votants        | 6 618        | 75,83        | 6 342       | 72,67       |
| Blancs et nuls | Blancs et nuls     | Blancs et nuls | 299          | 4,52         | 323         | 5,09        |
| Exprimés       | Exprimés           | Exprimés       | 6 319        | 95,48        | 6 019       | 94,91       |

### Canton de Draveil
- Conseiller général sortant dans le canton de Draveil : Jean Tournier-Lasserve (DVD)
- Conseiller général élu dans le canton de Draveil : Jean Tournier-Lasserve (DVD)

| Candidats      | Candidats              | Étiquette      | Premier tour | Premier tour | Second tour | Second tour |
| Candidats      | Candidats              | Étiquette      | Voix         | %            | Voix        | %           |
| -------------- | ---------------------- | -------------- | ------------ | ------------ | ----------- | ----------- |
|                | Jean Tournier-Lasserve | DVD            | 4 492        | 40,96        | 5 632       | 63,15       |
|                | Annick Fort            | PS             | 1 373        | 12,52        | 3 286       | 36,85       |
|                | M. Monnier             | FN             | 1 308        | 11,93        |             |             |
|                | Michel Gruber          | EXG            | 929          | 8,47         |             |             |
|                | M. Fleury              | DVG            | 808          | 7,37         |             |             |
|                | Martine Garcin         | PCF            | 731          | 6,67         |             |             |
|                | M. Riet                | DVD            | 688          | 6,27         |             |             |
|                | Jean-Paul Herpson      | Verts          | 637          | 5,81         |             |             |
|                |                        |                |              |              |             |             |
| Inscrits       | Inscrits               | Inscrits       | 17 220       | 100,00       | 17 220      | 100,00      |
| Abstentions    | Abstentions            | Abstentions    | 5 957        | 34,59        | 7 596       | 44,11       |
| Votants        | Votants                | Votants        | 11 263       | 65,41        | 9 624       | 55,89       |
| Blancs et nuls | Blancs et nuls         | Blancs et nuls | 297          | 2,64         | 706         | 7,34        |
| Exprimés       | Exprimés               | Exprimés       | 10 966       | 97,36        | 8 918       | 92,66       |

### Canton d'Épinay-sous-Sénart
- Conseiller général sortant dans le canton d'Épinay-sous-Sénart : Daniel Lobry (RPR)
- Conseiller général élu dans le canton d’Épinay-sous-Sénart : Daniel Lobry (RPR)

| Candidats      | Candidats            | Étiquette      | Premier tour | Premier tour | Second tour | Second tour |
| Candidats      | Candidats            | Étiquette      | Voix         | %            | Voix        | %           |
| -------------- | -------------------- | -------------- | ------------ | ------------ | ----------- | ----------- |
|                | Daniel Lobry         | RPR            | 5 527        | 34,45        | 4 267       | 48,68       |
|                | Richard Messina      | PS             | 3 194        | 19,91        | 3 159       | 36,04       |
|                | Jean-Paul Legangneux | FN             | 2 615        | 16,30        | 1 340       | 15,29       |
|                | M. Smolar            | GE             | 1 833        | 11,43        |             |             |
|                | M. Rouge             | Verts          | 1 763        | 10,99        |             |             |
|                | M. Cella             | PCF            | 1 110        | 6,92         |             |             |
|                |                      |                |              |              |             |             |
| Inscrits       | Inscrits             | Inscrits       | 24 941       | 100,00       | 24 941      | 100,00      |
| Abstentions    | Abstentions          | Abstentions    | 8 212        | 32,93        | 15 661      | 62,79       |
| Votants        | Votants              | Votants        | 16 729       | 67,07        | 9 280       | 37,21       |
| Blancs et nuls | Blancs et nuls       | Blancs et nuls | 687          | 4,11         | 514         | 5,54        |
| Exprimés       | Exprimés             | Exprimés       | 16 042       | 95,89        | 8 766       | 94,46       |

### Canton d'Étréchy
- Conseiller général sortant dans le canton d'Étréchy : Lucien Sergent (UDF)
- Conseiller général élu dans le canton d’Étréchy : Lucien Sergent (UDF)

| Candidats      | Candidats        | Étiquette      | Premier tour | Premier tour | Second tour | Second tour |
| Candidats      | Candidats        | Étiquette      | Voix         | %            | Voix        | %           |
| -------------- | ---------------- | -------------- | ------------ | ------------ | ----------- | ----------- |
|                | Lucien Sergent   | UDF            | 3 598        | 41,10        | 4 192       | 57,42       |
|                | Francis Chalot   | Verts          | 1 562        | 17,84        | 3 108       | 42,58       |
|                | M. Thevenet      | PS             | 1 531        | 17,49        | Retrait     | Retrait     |
|                | François Salanié | FN             | 1 178        | 13,46        |             |             |
|                | Daniel Mangeant  | PCF            | 885          | 10,11        |             |             |
|                |                  |                |              |              |             |             |
| Inscrits       | Inscrits         | Inscrits       | 12 359       | 100,00       | 12 359      | 100,00      |
| Abstentions    | Abstentions      | Abstentions    | 3 268        | 26,44        | 4 481       | 36,26       |
| Votants        | Votants          | Votants        | 9 091        | 73,56        | 7 878       | 63,74       |
| Blancs et nuls | Blancs et nuls   | Blancs et nuls | 337          | 3,71         | 578         | 7,34        |
| Exprimés       | Exprimés         | Exprimés       | 8 754        | 96,29        | 7 300       | 92,66       |

### Canton d'Évry-Sud
- Conseiller général sortant dans le canton d'Évry-Sud : Henry Marcille (RPR)
- Conseiller général élu dans le canton d’Évry-Sud : Henry Marcille (RPR)

| Candidats      | Candidats           | Étiquette      | Premier tour | Premier tour | Second tour | Second tour |
| Candidats      | Candidats           | Étiquette      | Voix         | %            | Voix        | %           |
| -------------- | ------------------- | -------------- | ------------ | ------------ | ----------- | ----------- |
|                | Henry Marcille      | RPR            | 3 631        | 30,45        | 4 890       | 50,90       |
|                | Jean-Pierre Vervant | PS             | 2 412        | 20,22        | 4 717       | 49,10       |
|                | Gillette Gruere     | FN             | 1 792        | 15,03        |             |             |
|                | Emmanuel Cuffini    | EXG            | 1 785        | 14,97        |             |             |
|                | M. Fievet           | Verts          | 1 459        | 12,23        |             |             |
|                | Monique Charolle    | PCF            | 847          | 7,10         |             |             |
|                |                     |                |              |              |             |             |
| Inscrits       | Inscrits            | Inscrits       | 18 687       | 100,00       | 18 687      | 100,00      |
| Abstentions    | Abstentions         | Abstentions    | 6 169        | 33,01        | 8 094       | 43,31       |
| Votants        | Votants             | Votants        | 12 518       | 66,99        | 10 593      | 56,69       |
| Blancs et nuls | Blancs et nuls      | Blancs et nuls | 592          | 4,73         | 986         | 9,31        |
| Exprimés       | Exprimés            | Exprimés       | 11 926       | 95,27        | 9 607       | 90,69       |

### Canton de Gif-sur-Yvette
- Conseiller général sortant dans le canton de Gif-sur-Yvette : Michel Pelchat (UDF)
- Conseiller général élu dans le canton de Gif-sur-Yvette : Michel Pelchat (UDF)

| Candidats      | Candidats         | Étiquette      | Premier tour | Premier tour |
| Candidats      | Candidats         | Étiquette      | Voix         | %            |
| -------------- | ----------------- | -------------- | ------------ | ------------ |
|                | Michel Pelchat    | UDF            | 4 761        | 51,40        |
|                | Yves Droulers     | PS             | 1 646        | 17,77        |
|                | Dominique Lalanne | Verts          | 1 615        | 17,43        |
|                | M. Sap            | FN             | 788          | 8,51         |
|                | Jacqueline Sellem | PCF            | 453          | 4,89         |
|                |                   |                |              |              |
| Inscrits       | Inscrits          | Inscrits       | 13 766       | 100,00       |
| Abstentions    | Abstentions       | Abstentions    | 4 240        | 30,80        |
| Votants        | Votants           | Votants        | 9 526        | 69,20        |
| Blancs et nuls | Blancs et nuls    | Blancs et nuls | 263          | 2,76         |
| Exprimés       | Exprimés          | Exprimés       | 9 263        | 97,24        |

### Canton de Grigny
- Conseiller général sortant dans le canton de Grigny : André Rodriguez (PCF)
- Conseiller général élu dans le canton de Grigny : Claude Vazquez (PCF)

| Candidats      | Candidats          | Étiquette      | Premier tour | Premier tour | Second tour | Second tour |
| Candidats      | Candidats          | Étiquette      | Voix         | %            | Voix        | %           |
| -------------- | ------------------ | -------------- | ------------ | ------------ | ----------- | ----------- |
|                | Claude Vazquez     | PCF            | 1 925        | 32,24        | 2 767       | 55,54       |
|                | Rémi Barroux       | RPR            | 1 066        | 17,86        | 2 215       | 44,46       |
|                | M. Courtois        | FN             | 1 055        | 17,67        |             |             |
|                | Jérôme Furet       | PS             | 633          | 10,60        |             |             |
|                | M. Faivre-Bronzino | Verts          | 435          | 7,29         |             |             |
|                | M. Spinosi         | DVG            | 365          | 6,11         |             |             |
|                | Marcus M'Boudou    | GE             | 276          | 4,62         |             |             |
|                | M. Delacroix       | DVD            | 138          | 2,31         |             |             |
|                | M. Moussard        | PRG            | 77           | 1,29         |             |             |
|                |                    |                |              |              |             |             |
| Inscrits       | Inscrits           | Inscrits       | 10 973       | 100,00       | 10 973      | 100,00      |
| Abstentions    | Abstentions        | Abstentions    | 4 805        | 43,79        | 5 653       | 51,52       |
| Votants        | Votants            | Votants        | 6 168        | 56,21        | 5 320       | 48,48       |
| Blancs et nuls | Blancs et nuls     | Blancs et nuls | 198          | 3,21         | 338         | 6,35        |
| Exprimés       | Exprimés           | Exprimés       | 5 970        | 96,79        | 4 982       | 93,65       |

### Canton de Juvisy-sur-Orge
- Conseiller général sortant dans le canton de Juvisy-sur-Orge : Claude Petit (UDF)
- Conseiller général élu dans le canton de Juvisy-sur-Orge : Claude Petit (RPR)

| Candidats      | Candidats      | Étiquette      | Premier tour | Premier tour | Second tour | Second tour |
| Candidats      | Candidats      | Étiquette      | Voix         | %            | Voix        | %           |
| -------------- | -------------- | -------------- | ------------ | ------------ | ----------- | ----------- |
|                | Claude Petit   | RPR            | 3 070        | 34,71        | 4 200       | 55,50       |
|                | André Bussery  | PS             | 2 391        | 27,03        | 3 367       | 44,50       |
|                | M. Juchault    | FN             | 1 330        | 15,04        |             |             |
|                | M. Le Pont     | Verts          | 829          | 9,37         |             |             |
|                | M. Touyarot    | PCF            | 622          | 7,03         |             |             |
|                | M. Roch        | EXG            | 307          | 3,47         |             |             |
|                | M. Geneste     | DVG            | 296          | 3,35         |             |             |
|                |                |                |              |              |             |             |
| Inscrits       | Inscrits       | Inscrits       | 13 542       | 100,00       | 13 542      | 100,00      |
| Abstentions    | Abstentions    | Abstentions    | 4 417        | 32,62        | 5 483       | 40,49       |
| Votants        | Votants        | Votants        | 9 125        | 67,38        | 8 059       | 59,51       |
| Blancs et nuls | Blancs et nuls | Blancs et nuls | 280          | 3,07         | 492         | 6,10        |
| Exprimés       | Exprimés       | Exprimés       | 8 845        | 96,93        | 7 567       | 93,90       |

### Canton de La Ferté-Alais
- Conseiller général sortant dans le canton de La Ferté-Alais : Philippe Royé (RPR)
- Conseiller général élu dans le canton de La Ferté-Alais : Philippe Royé (RPR)

| Candidats      | Candidats          | Étiquette      | Premier tour | Premier tour | Second tour | Second tour |
| Candidats      | Candidats          | Étiquette      | Voix         | %            | Voix        | %           |
| -------------- | ------------------ | -------------- | ------------ | ------------ | ----------- | ----------- |
|                | Philippe Royé      | RPR            | 6 062        | 37,78        | 4 532       | 62,51       |
|                | Michel Fayolle     | PS             | 3 264        | 20,34        | 2 718       | 37,49       |
|                | André Hamelet      | FN             | 2 271        | 14,15        |             |             |
|                | M. Rigaud          | GE             | 1 591        | 9,92         |             |             |
|                | M. Miget           | Verts          | 1 448        | 9,02         |             |             |
|                | Jean-Yves Guezenec | PCF            | 1 409        | 8,78         |             |             |
|                |                    |                |              |              |             |             |
| Inscrits       | Inscrits           | Inscrits       | 23 670       | 100,00       | 23 670      | 100,00      |
| Abstentions    | Abstentions        | Abstentions    | 6 887        | 29,10        | 15 815      | 66,81       |
| Votants        | Votants            | Votants        | 16 783       | 70,90        | 7 855       | 33,19       |
| Blancs et nuls | Blancs et nuls     | Blancs et nuls | 738          | 4,40         | 605         | 7,70        |
| Exprimés       | Exprimés           | Exprimés       | 16 045       | 95,60        | 7 250       | 92,30       |

### Canton de Massy-Est
- Conseiller général sortant dans le canton de Massy-Est : Marie-Pierre Oprandi (PS)
- Conseiller général élu dans le canton de Massy-Est : Odile Moirin (RPR)

| Candidats      | Candidats            | Étiquette      | Premier tour | Premier tour | Second tour | Second tour |
| Candidats      | Candidats            | Étiquette      | Voix         | %            | Voix        | %           |
| -------------- | -------------------- | -------------- | ------------ | ------------ | ----------- | ----------- |
|                | Odile Moirin         | RPR            | 2 132        | 29,17        | 3 317       | 54,60       |
|                | Marie-Pierre Oprandi | PS             | 1 833        | 25,08        | 2 758       | 45,40       |
|                | M. Servonnat         | FN             | 1 107        | 15,15        |             |             |
|                | M. Bernardin         | GE             | 854          | 11,68        |             |             |
|                | M. Richard           | Verts          | 718          | 9,82         |             |             |
|                | Jean Vanbesien       | PCF            | 665          | 9,10         |             |             |
|                |                      |                |              |              |             |             |
| Inscrits       | Inscrits             | Inscrits       | 11 871       | 100,00       | 11 871      | 100,00      |
| Abstentions    | Abstentions          | Abstentions    | 4 301        | 36,23        | 5 294       | 44,60       |
| Votants        | Votants              | Votants        | 7 570        | 63,77        | 6 577       | 55,40       |
| Blancs et nuls | Blancs et nuls       | Blancs et nuls | 261          | 3,45         | 502         | 7,63        |
| Exprimés       | Exprimés             | Exprimés       | 7 309        | 96,55        | 6 075       | 92,37       |

### Canton de Massy-Ouest
- Conseiller général sortant dans le canton de Massy-Ouest : Jean-Luc Mélenchon (PS)
- Conseiller général élu dans le canton de Massy-Ouest : Vincent Delahaye (UDF)

| Candidats      | Candidats          | Étiquette      | Premier tour | Premier tour | Second tour | Second tour |
| Candidats      | Candidats          | Étiquette      | Voix         | %            | Voix        | %           |
| -------------- | ------------------ | -------------- | ------------ | ------------ | ----------- | ----------- |
|                | Vincent Delahaye   | UDF            | 1 678        | 25,98        | 2 274       | 39,71       |
|                | Jean-Luc Mélenchon | PS             | 1 653        | 25,60        | 2 201       | 38,43       |
|                | Guy Bonneau        | GE             | 1 090        | 16,88        | 1 252       | 21,86       |
|                | M. Parfu           | FN             | 842          | 13,04        |             |             |
|                | Michèle Deyris     | PCF            | 616          | 9,54         |             |             |
|                | M. Clermontois     | Verts          | 579          | 8,97         |             |             |
|                |                    |                |              |              |             |             |
| Inscrits       | Inscrits           | Inscrits       | 10 345       | 100,00       | 10 345      | 100,00      |
| Abstentions    | Abstentions        | Abstentions    | 3 652        | 35,30        | 4 413       | 42,66       |
| Votants        | Votants            | Votants        | 6 693        | 64,70        | 5 932       | 57,34       |
| Blancs et nuls | Blancs et nuls     | Blancs et nuls | 235          | 3,51         | 205         | 3,46        |
| Exprimés       | Exprimés           | Exprimés       | 6 458        | 96,49        | 5 727       | 96,54       |

### Canton de Méréville
- Conseiller général sortant dans le canton de Méréville : Philippe Allaire (UDF)
- Conseiller général élu dans le canton de Méréville : Philippe Allaire (UDF)

| Candidats      | Candidats        | Étiquette      | Premier tour | Premier tour | Second tour | Second tour |
| Candidats      | Candidats        | Étiquette      | Voix         | %            | Voix        | %           |
| -------------- | ---------------- | -------------- | ------------ | ------------ | ----------- | ----------- |
|                | Philippe Allaire | UDF            | 3 020        | 47,34        | 3 974       | 75,62       |
|                | M. Pon           | FN             | 1 016        | 15,92        | 1 281       | 24,38       |
|                | Hervé Laporte    | Verts          | 823          | 12,90        |             |             |
|                | M. Monty         | PCF            | 791          | 12,40        |             |             |
|                | M. Raoult        | PS             | 730          | 11,44        |             |             |
|                |                  |                |              |              |             |             |
| Inscrits       | Inscrits         | Inscrits       | 8 836        | 100,00       | 8 836       | 100,00      |
| Abstentions    | Abstentions      | Abstentions    | 2 051        | 23,21        | 2 835       | 32,08       |
| Votants        | Votants          | Votants        | 6 785        | 76,79        | 6 001       | 67,92       |
| Blancs et nuls | Blancs et nuls   | Blancs et nuls | 405          | 5,97         | 746         | 12,43       |
| Exprimés       | Exprimés         | Exprimés       | 6 380        | 94,03        | 5 255       | 87,57       |

### Canton de Milly-la-Forêt
- Conseiller général sortant dans le canton de Milly-la-Forêt : Jean-Jacques Boussaingault (RPR)
- Conseiller général élu dans le canton de Milly-la-Forêt : Jean-Jacques Boussaingault (RPR)

|                | Jean-Jacques Boussaingault | RPR            | 3 419 | 54,62  |  |  |
|                | Anne Barrère               | FN             | 911   | 14,55  |  |  |
|                | Émilie Deson               | Verts          | 768   | 12,27  |  |  |
|                | M. Hermann                 | PS             | 663   | 10,59  |  |  |
|                | M. Sebastian               | PCF            | 499   | 7,97   |  |  |
|                |                            |                |       |        |  |  |
| Inscrits       | Inscrits                   | Inscrits       | 8 930 | 100,00 |  |  |
| Abstentions    | Abstentions                | Abstentions    | 2 384 | 26,70  |  |  |
| Votants        | Votants                    | Votants        | 6 546 | 73,30  |  |  |
| Blancs et nuls | Blancs et nuls             | Blancs et nuls | 286   | 4,37   |  |  |
| Exprimés       | Exprimés                   | Exprimés       | 6 260 | 95,63  |  |  |

### Canton de Montlhéry
- Conseiller général sortant dans le canton de Montlhéry : Maurice Picard (DVD)
- Conseiller général élu dans le canton de Montlhéry : Maurice Picard (DVD)

| Candidats      | Candidats          | Étiquette      | Premier tour | Premier tour | Second tour | Second tour |
| Candidats      | Candidats          | Étiquette      | Voix         | %            | Voix        | %           |
| -------------- | ------------------ | -------------- | ------------ | ------------ | ----------- | ----------- |
|                | Maurice Picard     | DVD            | 3 715        | 36,03        | 4 254       | 41,59       |
|                | Éric Cochard       | PS             | 2 378        | 23,06        | 3 053       | 29,85       |
|                | M. Broux           | Verts          | 1 878        | 18,22        | 1 655       | 16,18       |
|                | M. Decocq          | FN             | 1 599        | 15,51        | 1 267       | 12,39       |
|                | Françoise Goissede | PCF            | 740          | 7,18         |             |             |
|                |                    |                |              |              |             |             |
| Inscrits       | Inscrits           | Inscrits       | 15 688       | 100,00       | 15 688      | 100,00      |
| Abstentions    | Abstentions        | Abstentions    | 4 878        | 31,09        | 5 163       | 32,91       |
| Votants        | Votants            | Votants        | 10 810       | 68,91        | 10 525      | 67,09       |
| Blancs et nuls | Blancs et nuls     | Blancs et nuls | 500          | 4,63         | 296         | 2,81        |
| Exprimés       | Exprimés           | Exprimés       | 10 310       | 95,37        | 10 229      | 97,19       |

### Canton de Morsang-sur-Orge
- Conseiller général sortant dans le canton de Morsang-sur-Orge : Geneviève Rodriguez (PCF)
- Conseiller général élu dans le canton de Morsang-sur-Orge : Antoine Charrin (UDF)

| Candidats      | Candidats           | Étiquette      | Premier tour | Premier tour | Second tour | Second tour |
| Candidats      | Candidats           | Étiquette      | Voix         | %            | Voix        | %           |
| -------------- | ------------------- | -------------- | ------------ | ------------ | ----------- | ----------- |
|                | Geneviève Rodriguez | PCF            | 2 787        | 30,45        | 4 613       | 49,38       |
|                | Antoine Charrin     | UDF            | 2 556        | 27,92        | 4 728       | 50,62       |
|                | Raymonde Dangueuger | FN             | 1 410        | 15,40        |             |             |
|                | M. Moutinho         | Verts          | 1 183        | 12,92        |             |             |
|                | M. Gérard           | PS             | 984          | 10,75        |             |             |
|                | Gérard Pociecka     | EXG            | 234          | 2,56         |             |             |
|                |                     |                |              |              |             |             |
| Inscrits       | Inscrits            | Inscrits       | 14 296       | 100,00       | 14 296      | 100,00      |
| Abstentions    | Abstentions         | Abstentions    | 4 777        | 33,41        | 4 304       | 30,11       |
| Votants        | Votants             | Votants        | 9 519        | 66,59        | 9 992       | 69,89       |
| Blancs et nuls | Blancs et nuls      | Blancs et nuls | 365          | 3,83         | 651         | 6,52        |
| Exprimés       | Exprimés            | Exprimés       | 9 154        | 96,17        | 9 341       | 93,48       |

### Canton d'Orsay
- Conseiller général sortant dans le canton d'Orsay : Michel Lochot (DVD)
- Conseiller général élu dans le canton d’Orsay : Alain Holler (DVD)

| Candidats      | Candidats      | Étiquette      | Premier tour | Premier tour | Second tour | Second tour |
| Candidats      | Candidats      | Étiquette      | Voix         | %            | Voix        | %           |
| -------------- | -------------- | -------------- | ------------ | ------------ | ----------- | ----------- |
|                | M. Laurent     | PS             | 2 218        | 20,14        | 4 164       | 45,04       |
|                | Alain Holler   | DVD            | 2 151        | 19,53        | 5 082       | 54,96       |
|                | Michel Lochot  | DVD            | 1 332        | 12,09        |             |             |
|                | M. Gimilio     | GE             | 1 251        | 11,36        |             |             |
|                | M. Tourte      | FN             | 943          | 8,56         |             |             |
|                | Thierry Jallas | DVD            | 938          | 8,52         |             |             |
|                | Claude Schuhl  | PCF            | 742          | 6,74         |             |             |
|                | M. Bizet       | Verts          | 690          | 6,26         |             |             |
|                | M. Guyon       | DVG            | 476          | 4,32         |             |             |
|                | M. Thomas      | EXG            | 273          | 2,48         |             |             |
|                |                |                |              |              |             |             |
| Inscrits       | Inscrits       | Inscrits       | 15 974       | 100,00       | 15 974      | 100,00      |
| Abstentions    | Abstentions    | Abstentions    | 4 703        | 29,44        | 6 051       | 37,88       |
| Votants        | Votants        | Votants        | 11 271       | 70,56        | 9 923       | 62,12       |
| Blancs et nuls | Blancs et nuls | Blancs et nuls | 257          | 2,28         | 677         | 6,82        |
| Exprimés       | Exprimés       | Exprimés       | 11 014       | 97,72        | 9 246       | 93,18       |

### Canton de Sainte-Geneviève-des-Bois
- Conseiller général sortant dans le canton de Sainte-Geneviève-des-Bois : Henri Mazet (PCF)
- Conseiller général élu dans le canton de Sainte-Geneviève-des-Bois : Pierre Champion (DVG)

| Candidats      | Candidats       | Étiquette      | Premier tour | Premier tour | Second tour | Second tour |
| Candidats      | Candidats       | Étiquette      | Voix         | %            | Voix        | %           |
| -------------- | --------------- | -------------- | ------------ | ------------ | ----------- | ----------- |
|                | Pierre Champion | DVG            | 4 682        | 39,05        | 5 604       | 60,60       |
|                | M. Roth         | RPR            | 2 491        | 20,78        | 3 643       | 39,40       |
|                | Henri Mazet     | PCF            | 1 865        | 15,56        |             |             |
|                | M. Garreau      | FN             | 1 362        | 11,36        |             |             |
|                | M. Adraste      | GE             | 795          | 6,63         |             |             |
|                | M. Saroyan      | Verts          | 794          | 6,62         |             |             |
|                |                 |                |              |              |             |             |
| Inscrits       | Inscrits        | Inscrits       | 18 501       | 100,00       | 18 501      | 100,00      |
| Abstentions    | Abstentions     | Abstentions    | 6 185        | 33,43        | 8 238       | 44,53       |
| Votants        | Votants         | Votants        | 12 316       | 66,57        | 10 263      | 55,47       |
| Blancs et nuls | Blancs et nuls  | Blancs et nuls | 327          | 2,66         | 1 016       | 9,90        |
| Exprimés       | Exprimés        | Exprimés       | 11 989       | 97,34        | 9 247       | 90,10       |

### Canton de Vigneux-sur-Seine
- Conseiller général sortant dans le canton de Vigneux-sur-Seine : Michel Rémond (RPR)
- Conseiller général élu dans le canton de Vigneux-sur-Seine : Lucien Lagrange (PCF)

| Candidats      | Candidats        | Étiquette      | Premier tour | Premier tour | Second tour | Second tour |
| Candidats      | Candidats        | Étiquette      | Voix         | %            | Voix        | %           |
| -------------- | ---------------- | -------------- | ------------ | ------------ | ----------- | ----------- |
|                | Lucien Lagrange  | PCF            | 2 427        | 27,61        | 3 791       | 50,49       |
|                | Michel Rémond    | RPR            | 1 865        | 21,21        | 3 718       | 49,51       |
|                | Philippe Guyenot | FN             | 1 472        | 16,74        |             |             |
|                | Patrice Finel    | PS             | 1 407        | 16,01        |             |             |
|                | Michel Rouyer    | Verts          | 874          | 9,94         |             |             |
|                | Rolland Besson   | EXG            | 445          | 5,06         |             |             |
|                | Patrick Peschard | DVD            | 301          | 3,42         |             |             |
|                |                  |                |              |              |             |             |
| Inscrits       | Inscrits         | Inscrits       | 15 186       | 100,00       | 15 186      | 100,00      |
| Abstentions    | Abstentions      | Abstentions    | 6 039        | 39,77        | 7 104       | 46,78       |
| Votants        | Votants          | Votants        | 9 147        | 60,23        | 8 082       | 53,22       |
| Blancs et nuls | Blancs et nuls   | Blancs et nuls | 356          | 3,89         | 573         | 7,09        |
| Exprimés       | Exprimés         | Exprimés       | 8 791        | 96,11        | 7 509       | 92,91       |

## Pour approfondir